# 래밍턴 (케이크)

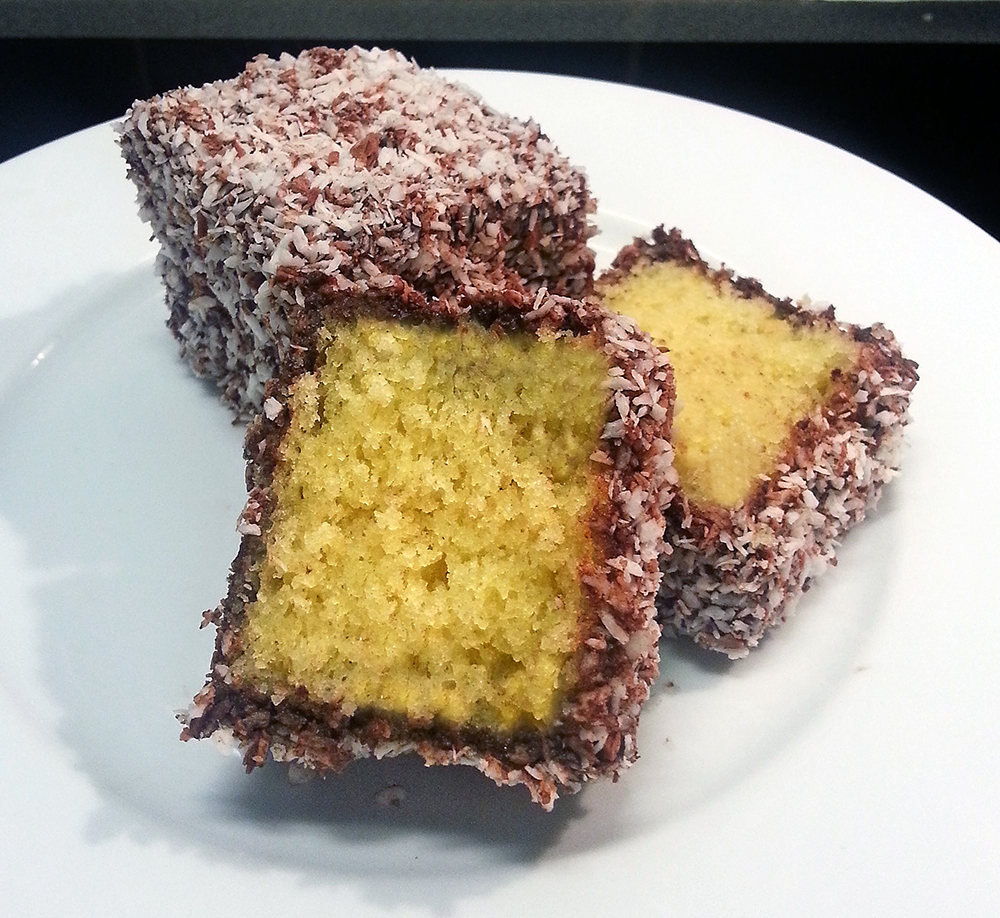
래밍턴

레밍턴(lamington)은 정사각형 모양의 버터 케이크 혹은 스펀지 케이크로 겉면이 초콜릿 소스로 코팅 되어 있고 건조 코코넛 가루가 뿌려진 호주의 케이크이다. 얇은 혼합물이 케이크 겉면에 흡수되고 굳어지면서 케이크의 독특한 식감을 준다. 가장 잘 알려진 종류로는 반으로 잘라진 레밍턴 사이에 크림이나 딸기잼이 발려 있는 것 등이 있다.

## 유래
레밍턴이라는 명칭의 유래에 대해 심도 있는 연구를 한 서던 서든 퀸즈랜드 대학교의 모리스 프렌치(Maurice French) 명예교수는 레밍턴이라는 명칭이 1896년부터 1901년까지 퀸즐랜드의 총독을 지낸 레밍턴 경(Lord Lamington) 혹은 그의 아내 레밍턴 부인(Lady Lamington)의 이름에서 명명되었다고 믿고 있다. 대부분의 자료는 전자를 뒷받침 하고 있다. 1927년 6월부터 레밍턴이라는 명칭을 가장 일찍 언급한 문헌은 레밍턴 케이크와 레밍턴 경을 연결짓고 있다.
조리법을 발명한 사람의 신원에 대해서도 의견이 분분하다. 예상치 못한 손님의 식사 준비 요청을 받은 레밍턴 경의 프랑스 태생 요리사인 아르만드 갈란드(Armand Galland) 에 의해 만들어 졌다는 설이 이야기의 대부분을 차지한다. 제한된 재료만을 사용해야 했던 갈란드는 전날 굽고 남은 프렌치 바닐라 스펀지 케이크 조각을 쵸콜렛 소스에 적신 후 코코넛과 함께 제공했다. 갈란드의 새로운 케이크에 감명을 받은 레밍턴 경의 손님들은 후에 케이크의 조리법을 물어보았다고 한다. 이 일화는 레밍턴 부인의 회고록에서도 찾아 볼 수 있다. 그 당시 유럽의 요리에는 코코넛 사용이 보편화되어있지 않았으나, 코코넛을 식재료로 흔히 사용하는 타히티 섬 출신의 아내를 둔 갈란드는 그 재료를 요리에 사용하게 되었다.
또 하나의 설명은 레밍턴 경이 브리즈번의 찌는 듯한 더위를 피해 수행 단을 데리고 할락스턴 하우스(Harlaxton House)로 갔을 때 투움바(Toowoomba)에서 처음 제공되었다고 하며, 또 다른 한 가지 주장은 연방정부 수립을 앞둔  분주한 시기인 1901년 브리즈번의 퀸즐랜드 거버먼트 하우스(Queensland's Government House)에서 갈란드에 의해 만들어 졌다는 것이다. 또 다른 주장은 갈란드로추정되는  레밍턴 경의 요리사가  실수로 스펀지 케이크 한 조각을 초콜릿이 담긴 접시에 떨어뜨렸다는 것이다. 그리고 케이크 윗부분에건조 코코넛을 뿌리면 케이크가 더 먹음직스러워 진다는 것을 나중에 알게 되었고 한다.
레밍턴 케이크'에 대한 최초의 언급은 1986년 퀸즐랜드 레이들리(Laidley)에서 열린 '레밍턴 행사'에 관한 신문기사이다. 이 행사는 레밍턴 경에게 경의를 표하기 위해 마련되었고 (그러나 레임턴 경은 참석하지 않은 것으로 드러남.)  특별히 '레밍턴 차', '레밍턴 수프' 등이 포함되었다. 그래서 케이크에 대한 어떠한 언급도 없다는 것은   케이크의 이름이 단지 행사의 이름을 뜻하는 것 일 수도 있다.  레밍턴 케이크의 1900년도 조리법은  퀸즐랜드 컨트리 라이프 신문(Queensland Country Life newspaper)에서 발견 되었다. 조리법은 퀸즐랜드에서 유래 되었으나  빠르게 퍼져나가며 1901년 시드니 신문과 1902년 뉴질랜드 신문에 실리게 되었다. 하지만 이러한 조리법 중 그 어떤 것도 조리법을 발명한 사람이나 명칭에 대한 이유를 설명하지는 않았다.

## 같이 보기
- 오스트레일리아 요리